# The Flaming Lips
The Flaming Lips (Os Lábios Flamejantes) é uma banda formada em Oklahoma City, Oklahoma, em 1983. É uma idiossincrática e aclamada banda de rock alternativo dos Estados Unidos.
Ainda que galgada no estilo indie rock / pós-punk, o Flaming Lips é conhecido por seus arranjos psicodélicos e cheios de camadas, suas letras viajantes e títulos de músicas bizarros. São também aclamados por seus shows elaborados, incluindo roupas de animais, bonecos, projeção de vídeos e complexas configurações de iluminação de palco. Em 2002, a Q Magazine nomeou o grupo Flaming Lips como "Uma das 50 bandas para ver antes de morrer".
O grupo gravou vários álbuns e EP com o selo indie Restless Records, na década de 1980 e início dos 1990. Após assinar contrato com a Warner Brothers, eles lançaram o hit "She Don´t Use Jelly" em 1995. (Conhecido na Austrália como Vaseline). Mesmo sendo o único hit, a banda manteve o respeito da crítica e, num âmbito menor, a viabilidade comercial com álbuns magistrais como The Soft Bulletin (de 1999) e Yoshimi Battles the Pink Robots (de 2002).
Em 2007, a banda recebeu três prêmios Grammy, incluindo o de melhor performance instrumental de rock.

## História

### Período indie
O Flaming Lips se formou em Oklahoma City em 1983, quando o guitarrista Wayne Coyne roubou alguns instrumentos musicais de uma igreja da região. Com Mark (irmão de Wayne) cantando e Michael Ivins no baixo, a banda fez seu primeiro show num bar de travestis.
Pouco depois o baterista Richard English entrou na banda, Mark Coyne deixou a banda e Wayne assumiu a função de vocalista e de compositor. Essa formação gravou o primeiro disco, Hear It Is, lançado por um pequeno selo chamado Restless Records em 1986. Essa formação gravou mais dois álbuns pelo selo: Oh, my Gawd!.. The Flaming Lips (Oh, meu Deeeus!.. os Lábios Flamejantes) de 1987 e Telepathic Surgery (Cirurgia Telepática) de 1988.
Nathan Roberts substituiu Richard no posto de baterista e Jonathan Donahue (que mais tarde formou a banda Mercury Rev) entrou na formação do disco In a Priest Driven Ambulance, de 1990. Eles seriam substituídos pelo guitarrista Ronald Jones e pelo baterista Steve Drozd, respectivamente, no álbum seguinte.
Durante o período no selo Restless Records, a banda conseguiu um número significante de fãs, graças em parte aos seus shows bizarros que incluíam máquinas de fazer bolhas, confettis, balões, bonecos de mão e pisca-piscas de Natal.

### “She Don’t Use Jelly” atéZaireeka
Em 1990 a banda assinou com a Warner Bros Records. Em 1992 eles lançaram o seu principal disco pelo selo até hoje, Hit to Death in the Future Head.
Em 1993 eles lançaram Transmissions from the Satellite Heart. Esse disco conseguiu uma boa divulgação em estações de rádios de universidades. No início de 1995, o single "She Don´t Use Jelly" se tornou um top 10 e o clipe passava bastante na Mtv. Os Lips até apareceram na famosa série de TV Barrados no Baile e tocaram "She Don´t Use Jelly" ao vivo no Late Night with David Letterman em março de 1995. O sucesso desse disco os levou à extensas turnês, incluindo participação na Lollapalooza tour e abrindo shows para o Red Hot Chili Peppers e Candlebox.
O disco Clouds Taste Metallic foi lançado no final de 1995, mesmo não conseguindo o sucesso comercial dos anteriores. Esse foi o último álbum e a última turnê na qual os Lips tocaram como banda "padrão", mesmo sendo uma banda altamente idiossincrática. A longa turnê de divulgação do Clouds, mas o stress de três anos na estrada para divulgação do Transmissions foi um fator decisivo na saída de Ronald Jones no final de 1996. Ele disse estar sofrendo um severo caso de agorafobia.
No meio-tempo, uma série de incidentes estranhos (recontados na música "The spiderbite Song", de 1999) perturbaram a banda. O braço de Drozd foi quase amputado pelo que ele considerou ser uma mordida de aranha (o resultado do uso que Drozd fazia de heroína) e Ivins ficou preso em seu carro por muitas horas, após uma roda de um outro carro ter batido no seu vidro.
A saída de Jones e a insatisfação com o rock padrão levou os três membros remanescentes da banda redefinir a direção musical com o disco experimental Zaireeka, de 1997. Um álbum quádruplo em que a intenção é ser ouvido ao tocar os quatro CDs em quatro CD players simultaneamente.
A música incorpora tanto elementos tradicionais quanto sonoridades "achadas" (como em "Musique Concrete"), muitas vezes pesadamente manipulado em estúdios de gravação. Como parte do desenvolvimento desse projeto (e ocasionalmente como parte da turnê subsequente), a banda conduziu uma série de "experimentos boombox", onde uma orquestra de 40 pessoas com tocadores de fitas "boombox" eram "conduzidos" - diretamente com a variação de volume, velocidade ou tom da fita que estavam tocando (feitos pela banda) pelo líder da banda, Wayne Coyne.

### The Soft BulletineYoshimi
Mesmo que seu trabalho experimental tenha recebido alguns comentários, a grande virada veio com o aclamadíssimo disco The Soft Bulletin, de 1999. Casando melodias mais tradicionais com cordas lânguidas e sintéticas, hipnóticas, batidas cuidadosamente manipuladas, letras filosóficas (cantadas com muito mais força que nos lançamentos anteriores), esse álbum foi um dos hits underground do ano, considerado como um dos melhores álbuns da década. Comparado por muitos ao Pet Sounds do Beach Boys devido às harmonias e os sons orquestrados. O álbum incluiu um uso maior de sintetizadores, baterias eletrônicas, efeitos sonoros e mais manipulações no estúdio. Após o lançamento do álbum, Wayne Coyne disse que "se alguém me perguntasse qual instrumento eu toquei, eu falaria que foi o estúdio de gravação". Percebendo que uma tentativa para recriar esse complexo álbum ao vivo com músicos extras seria extremamente complexo e caro, a banda decidiu entrar em turnê como um grupo de 3 pessoas e fazer extensivo uso de música pré-gravada para encaixar as partes que não eram tocadas ao vivo pelos membros da banda. Talvez, mais notadamente, isso levou à decisão de ter Steven Drozd (baterista, mas um talentoso multi-instrumentista) tocar primordialmente os teclados e as guitarras ao contrário da bateria. Isso, em seguida, levou à decisão de utilizar gravações em video e projeções de Steven tocando bateria nas músicas mais antigas e "comuns" da banda.
Uma outra tentativa de melhorar a experiência ao vivo para o público e parar reproduzir com mais precisão a sonoridade de The Soft Bulletin, os Lips desenvolveram o conceito do "Concerto Fone de Ouvido". Um transmissor FM era montado e o show era simultaneamente transmitido para pequenos aparelhos de walkman com fones de ouvidos disponíveis gratuitamente para o público. Isso iria, na teoria, permitir ao público uma claridade sonora ao mesmo tempo que sentindo a força dos amplificadores. Esse conceito foi lançado em Dallas, Texas, e na conferência South by Southwest em Austin, Texas, em março de 1999, e foi subsequentemente usado na turnê International Music Against Brain Degeneration Revue.
No verão de 2002, o Flaming Lips se juntou às bandas Cake e Modest Mouse na turnê Unlimited Sunshine. Eles também lançaram o disco Yoshimi Battles the Pink Robots, que recebeu extrema aclamação crítica. Considerado muito mais acessível que qualquer outro álbum, Yoshimi é amplamente considerado como o primeiro sucesso comercial e crítico em quase 20 anos de existência de banda.

## Atividades recentes
Após Yoshimi, a banda lançou uma série de EPs na mesma linha dos seus álbuns anteriores, contendo músicas remixadas de Yoshimi, incluindo os EP "Fight Test" e "Ego Tripping at the Gates of Hell". Além disso, eles estavam fazendo shows de abertura para Beck na sua turnê Sea Change. No verão de 2004, fizeram a turnê Lollapalooza, ao lado de artistas lendários como o Sonic Youth e Morrissey, entretanto, a turnê foi cancelada. Seguindo o cancelamento dos concertos, a banda entrou no estúdio Tarbox Road com o produtor Dave Fridmann e começou a trabalhar no seu décimo primeiro disco, intitulado At War With the Mystics.
Em 2005 a banda foi o assunto de um documentário intitulado "The Fearless Freaks",[carece de fontes?] incluindo outros artistas e celebridades como os White Stripes, Beck, Christina Ricci, Liz Phair e Juliette Lewis. No mesmo ano, o Flaming Lips contribuiu para uma versão de "Bohemian Rhapsody" para o álbum Killer Queen: A Tribute to Queen. No mesmo ano, a banda lançou o DVD Void (Video Overview in Declaration) contendo crônicas de todas suas aventuras nos videoclipes que foram produzidos desde que eles assinaram com a Warner Brothers em 1991. Em outubro de 2005 o Flaming Lips gravou o cover de "If I Only Had a Brain" para a trilha sonora do jogo Stubbs the Zombie, que contém bandas de rock fazendo covers de músicas dos anos 1960 e 1950.
Após uma longa espera dos fãs, no final de 2008 os Lips lançaram um filme chamado Christmas on Mars (Natal em Marte),[carece de fontes?] o lançamento do projeto estava originalmente previsto para ser em 2003. Agora eles se preparam para lançar um novo disco chamado "Embryonic", e paralelo a isso, os Flaming Lips estão preparando um EP digital para oferecer a quem comprar os bilhetes para a digressão de Verão da banda, nos EUA.
No final 2009 o grupo regravou o álbum The Dark Side of the Moon, do Pink Floyd, na íntegra. O álbum foi batizado como "The Flaming Lips and Stardeath and White Dwarfs with Henry Rollins and Peaches Doing The Dark Side of the Moon". O Flaming Lips contou com alguns convidados especiais na regravação do álbum. O vocalista Henry Rollins (Black Flag) participa em sete das nove músicas do disco. A polêmica cantora canadense Peaches também participa cantando "The Great Gig in the Sky".

## Discografia

### Álbuns
- Hear It Is (1986)
- Oh My Gawd!!! (1987)
- Telepathic Surgery (1989)
- In a Priest Driven Ambulance (1990)
- Hit to Death in the Future Head (1992)
- Transmissions from the Satellite Heart (1993)
- Clouds Taste Metallic (1995)
- Zaireeka (1997)
- The Soft Bulletin (1999)
- Yoshimi Battles the Pink Robots (2002)
- At War with the Mystics (2006)
- Embryonic (2009)
- The Dark Side of the Moon (2009)
- The Terror (2013)
- Oczy Mlody (2017)
- King's Mouth (2019)

### Compilações
- Finally the Punk Rockers Are Taking Acid (2002)
- The Day They Shot a Hole in the Jesus Egg (2002)
- Late Night Tales: Flaming Lips (2005)

### EPs / singles
- "The Flaming Lips" (1984)
- "Drug Machine" (1988)
- "Unconsciously Screamin'" (1991)
- "Yeah, I Know It's A Drag... But Wastin Pigs Is Still Radical" (1991)
- "She Don't Use Jelly" (1993)
- "Due to high expectations... The Flaming Lips are Providing Needles For Your Balloons.." (1994)
- "Turn It On" (1995)
- "Bad Days" (1995)
- "This Here Giraffe" (1996)
- "Brainville" (1996)
- "Race For The Prize" (1999)
- "Waitin' For A Superman" (1999)
- "Do You Realize??" (2002)
- "Yoshimi Battles The Pink Robots part 1" (2003)
- "Fight Test" (2003)
- "Ego Tripping At The Gates Of Hell" (2003)
- "The Golden Path" (com Chemical Brothers) (2003)
- "Mr. Ambulance Driver" (2005)
- "Embryonic" (2009)
- “The Flaming Lips and Stardeath and White Dwarfs with Henry Rollins and Peaches Doing The Dark Side of the Moon” (2009)

## Filmografia
- Christmas on Mars (2005)
- VOID (2005)